# Simón de Alcazaba

Division des capitulations espagnoles en Amérique du Sud (1534-1536).

Simón de Alcazaba y Sotomayor (1470-Province de Chubut, 1535) est un navigateur et explorateur portugais, fondateur d'une des premières colonies européennes en Patagonie et de l'actuel territoire argentin.

## Biographie
D'abord au service des Habsbourg (1522), il passe au service de l'Espagne qui lui confie d'importants domaines en Amérique latine. Il y part à partir de Sanlúcar de Barrameda le 21 septembre 1534 avec deux navires et 250 hommes, et atteint la Patagonie en 1535. Malade, il abandonne l'idée de l'explorer mais y envoie une partie de l'équipage. 
Malheureusement, une mutinerie éclate pendant ce temps-là, au cours de laquelle il est tué.  